# Alanyaspor
Maillots
Actualités
Alanyaspor est un club turc de football basé à Alanya dans la province d'Antalya.
Le club évolue en Süper Lig depuis la saison 2016-2017.

## Histoire
Le club obtient sa promotion en première division turque à l'issue de la saison 2015-2016.

## Palmarès
- Coupe de Turquie
  - Finaliste en 2020

- Championnat de Turquie D2
  - Vainqueur des play-offs en 2016

- Championnat de Turquie D3
  - Vainqueur des play-offs en 2014

- Championnat de Turquie D4
  - Champion en 1988 et 2004

## Parcours
- Championnat de Turquie : depuis 2016
- Championnat de Turquie D2 : de 1988 à 1997, et de 2014 à 2016
- Championnat de Turquie D3 : de 2004 à 2014
- Championnat de Turquie D4 : de 1984 à 1988, et de 1997 à 2004